# Β-ラクタマーゼ
β-ラクタマーゼ（ベータラクタマーゼ、β-lactamase）とはβ‐ラクタム系抗生物質を加水分解する酵素である。ペニシリン/セファロスポリンアミド-β-ラクタムヒドロラーゼ (penicillin／cepharosporin amido-β-lactam hydrolase)とも呼ばれる。EC3.5.2.6に分類される酵素である。
幾つかの種類のグラム陰性菌がβ-ラクタマーゼを産生することでβ-ラクタムに対して耐性を示すことが知られている。なお、β-ラクタム耐性はβ-ラクタマーゼのみが原因ではなくMRSAのようにペニシリン結合タンパク質の基質特異性が変化しても現れる。
現在β-ラクタマーゼは基質特異性の違いにより
- ペニシリナーゼ (クラスA β-ラクタマーゼ)
- メタロ-β-ラクタマーゼ (クラスB β-ラクタマーゼ、亜鉛-β-ラクタマーゼ、カルバペネマーゼ)
- セファロスポリナーゼ (クラスC β-ラクタマーゼ)
- オキサシリナーゼ (クラスD β-ラクタマーゼ)

が存在する。
これら4種のβ-ラクタマーゼのうち、クラスB β-ラクタマーゼは活性中心に亜鉛を持つが、他はセリン残基を持つ。ペニシリナーゼはペニシリン系抗生物質と第二世代セファロスポリンを分解するのに対して、セファロスポリナーゼは主にセファロスポリンを分解する。オキサシリナーゼはオキサシリンをも分解するペニシリナーゼであり、メタロ-β-ラクタマーゼはカルバペネム系抗生物質を分解する点に特徴がある。
β-ラクタマーゼの遺伝子は、細菌の染色体上あるいはプラスミド上に存在する。特に伝達性薬剤耐性プラスミド (drug resistance plasmid）に存在するβ-ラクタマーゼ遺伝子は菌種特異性も少なく多剤耐性菌の発生にも関与していると考えられる。